# Wkrzanie
Wkrzanie, Wkrzanowie – średniowieczne plemię słowiańskie zajmujące tereny wokół rzeki Wkry i częściowo nad Zalewem Szczecińskim. Pierwsze wzmianki o tym plemieniu pochodzą z ok. 934. Głównym ośrodkiem Wkrzan był Przęcław, a ważniejszymi grodami Pozdawilk oraz Wkryujście. W świetle nowszych badań, za miejscowość o proweniencji wkrzańskiej jest uznawany także Szczecin.
W pierwszej poł. X w. uzależnili się od Germanów. Należeli do wieleckiej grupy plemion, okresowo przyłączali się do Związku wieleckiego. W 934 roku na ziemie Wkrzan wyprawili się Sasi. W roku 954 Wkrzanie przyjęli zależność od pierwszego margrabiego Marchii Wschodniej Gerona. W wyników wielkiego powstania Słowian, do którego doszło w 983 roku, odzyskali swobodę. W wiekach późniejszych (ok. XII w.) znaleźli się w księstwie zachodniopomorskim. W wieku XII na części ich ziem podbitych przez Brandenburgię powstała Marchia Wkrzańska.
Sąsiadowali z następującymi plemionami (od północy zgodnie z ruchem wskazówek zegara): Wolinianami, Pomorzanami, Pyrzyczanami, Rzeczanami, Redarami, Dołężanami, Czrezpienianami i Chyżanami.
Obecnie dawne terytorium Wkrzan obejmują niemiecki Powiat Vorpommern-Greifswald i Powiat Uckermark oraz polski Powiat policki i miasto Szczecin.